# Bfloat16格式
Bfloat16格式(brain floating point)是一种计算机数字存储格式，在计算机内存中占用16位。此格式是 32 位 IEEE 754 单精度浮点格式 （binary32） 的缩短（16位）版本，旨在加速机器学习计算。它通过保留 8 位指数位来保留 32 位浮点数的范围，但仅支持 8 位精度，而不是32位浮点数格式的 24 位有效精度。与标准的 IEEE 16位浮点数相比，Bfloat16 有更多的指数位与更少的尾数位，可以用于减少存储需求并提高机器学习算法的计算速度。

## 格式
Bfloat16格式具有：
- 符号位：1位
- 指数部分：8位
- 尾数部分：7位 (由于省略了首位必定存在的“1”，实际上为8位)

bfloat16 二进制浮点指数使用偏移量二进制表示进行编码，零偏移量为 127。因此，为了获得真正的指数，必须从指数字段的值中减去 127 的偏移量。

## 參閱
- IEEE二进制浮点数算术标准（IEEE 754）
- 浮点数